# Герб Нунавута
Герб Нунавута — официальный символ канадской территории Нунавут; утверждён в 1999 году.

## Описание
«On a circular shield: Or Dexter a qulliq Sable inflamed Gules sinister an inuksuk Azure on a chief also Azure above five bezants in arc reversed issuant from the lower chief a mullet Niqirtsuituq Or; And for a Crest: On a wreath Argent and Azure an iglu affronty Argent windowed Or and ensigned by the Royal Crown proper; and for a Motto: ᓄᓇᕗᑦ ᓴᙱᓂᕗᑦ, meaning „Nunavut Our Strength“; and for Supporters: On a compartment dexter of Land set with Arctic poppies, dwarf fireweed and Arctic heather proper sinister ice floes Argent set on barry wavy Azure and Argent dexter a caribou sinister a narwhal both proper».
На круглом щите в золотом поле изображены горящая чёрная лампа куллик и синий инуксук, в синей главе вогнутая дуга из пяти безантов, над которой расположена золотая пятиконечная звезда. Над щитом расположен серебряно-синий бурелет, на котором покоится серебряный, обращённый входом на зрителя иглу с золотым окном, увенчанный королевской короной. Щитодержатели — карибу (справа) и нарвал (слева), в естественных цветах. Подножие — земля с цветами, в естественном виде (справа); серебряные льдины, ниже — в синем поле два волнообразных серебряных пояса (слева). Цветы, изображённые на подножии — полярный мак, иван-чай широколистный и кассиопея четырёхгранная. Ниже герба лента с девизом «ᓄᓇᕗᑦ ᓴᙱᓂᕗᑦ», что на инуитском значит «Нунавут — наша сила».
Художник — Кэти Берси-Сабурин (Cathy Bursey-Sabourin), каллиграф — Джудит Бейнбридж (Judith Bainbridge).

## Символика
Синий и золотой цвета показывают богатство земли, моря и неба. Инуксук символизирует каменные скульптуры инуитов, которые служат указателями направления и отмечают священные места. Куллик, инуитская каменная лампа, олицетворяет свет и тепло, которые дают семья и общество. Вогнутая дуга из пяти безантов символизирует солнце, то круглосуточно светящее в полярном небе, то неделями не показывающееся из-за горизонта, что является особенностью провинции. Звезда на аркой — это полярная звезда, или никиртситук, традиционный ориентир при навигации, символизирующая лидерство старейшин в общине. Иглу олицетворяет традиционный образ жизни населения провинции и членов Законодательного собрания Нунавута, собравшихся вместе на благо Нунавута, корона — государственное управление для всех жителей Нунавута и равный статус территории с другими территориями и провинциями Канады. Щитодержатели — тукту (карибу) и килалугак тугаалик (нарвал) — морское и наземное животные, являющиеся частью богатого природного наследия этой земли. В основании щита проникающие друг в друга изображения суши и холодного, покрытого льдом моря. Здесь же изображены три наиболее распространённых вида арктических цветов.

## История
Официальные символы Нунавута были разработаны в ходе процесса, который во многом контролировали старейшины местного аборигенного населения. Был объявлен конкурс, на который было прислано более 800 заявок, из которых специальная комиссия выбрала десять финалистов. На основании проектов, которые вышли в финал, было создано пять эскизов герба территории. Чтобы животные, выбранные для герба, были нарисованы как можно более естественно, художник-геральдист работал с Эндрю Каппиком, инуитским художником из Пангниртанга. Окончательная официальная версия герба была принята Комиссией и одобрена генерал-губернатором и Елизаветой II. Герб был принят 31 марта, а официально представлен — 1 апреля, в день, когда Нунавут стал полноценной территорией Канады.